# L'Alambic
 (août 2013).
Si vous disposez d'ouvrages ou d'articles de référence ou si vous connaissez des sites web de qualité traitant du thème abordé ici, merci de compléter l'article en donnant les références utiles à sa vérifiabilité et en les liant à la section « Notes et références ».
L'Alambic,, est une collection éditoriale créée en 1997 par Éric Dussert et destinée à accueillir des textes anciens ou nouveaux, souvent victimes d'un oubli notoire.

## Histoire
D'abord hébergée par les éditions L'Esprit des péninsules d’Éric Naulleau, elle appartient depuis 2006 au catalogue de L'Arbre vengeur, maison de David Vincent et Nicolas Étienne.

## Liste des ouvrages publiés
- Gabriel de Lautrec, La Vengeance du portrait ovale. Nouvelles présentées par Éric Dussert, Paris, L'Esprit des Péninsules, coll. « L'Alambic (1) », 1997, 240 (bibliographie de l'auteur) (ISBN 2-910435-22-9)
- Yves Martin, État des lieux. Ce que vous auriez pu deviner, Paris, L'Esprit des Péninsules, coll. « L'Alambic (2) », 1997, 53 p. (ISBN 2-910435-27-X)
- Francis de Miomandre, Mon Caméléon. Nouvelle édition enrichie de Huit lettres inédites. Postface d'Éric Dussert, Paris, L'Esprit des Péninsules, coll. « L'Alambic (3) », 1998, 218 (bibliogr., filmogr. p. 209-214) (ISBN 2-910435-33-4)
- Harry Alis, Hara-Kiri. Préface de Jean-Didier Wagneur, Paris, L'Esprit des Péninsules, coll. « L'Alambic (4) », 2000, 322 p. (ISBN 2-910435-73-3)
- Léon Bonneff, Aubervilliers. Préface de Didier Daeninckx. Postface de Henry Poulaille, Paris, L'Esprit des Péninsules, coll. « L'Alambic (5) », 2000, 244 p. (ISBN 2-910435-74-1)
- Pierre Jourde, La Littérature sans estomac, Paris, L'Esprit des Péninsules, coll. « L'Alambic (6) », 2001, 333 p. (ISBN 2-84636-018-9)
- Loys Masson, Saint Alias, suivi La Chose. Préface d’Éric Dussert, Talence, L'Arbre Vengeur, coll. « L'Alambic (7) », 2007, 133 p. (ISBN 978-2-916141-11-4)
- Régis Messac, Quinzinzinzili. Préface d’Éric Dussert, Talence, L'Arbre Vengeur, coll. « L'Alambic (8) », 2007, 195 p. (ISBN 978-2-916141-18-3)
- Marc Stéphane, La Cité des fous. Souvenirs de Sainte-Anne. Préface d'Éric Dussert. Illustrations d'Alain Verdier, Talence, L'Arbre Vengeur, coll. « L'Alambic (9) », 2008, 252 p. (ISBN 978-2-916141-21-3)
- Marc Stéphane, Un drame affreux chez les tranquilles. Illustrations d'Alain Verdier, Talence, L'Arbre Vengeur, coll. « L'Alambic (10) », 2008, 61 p. (ISBN 978-2-916141-23-7)
- Leo Lipski (trad. du polonais), Piotruś, traduit du polonais par Allan Kosko. Préface d'Éric Dussert. Illustrations de Joko., Talence, L'Arbre Vengeur, coll. « L'Alambic (11) », 2008, 172 p. (ISBN 978-2-916141-31-2)
- Alfred Franklin, Les Ruines de Paris en 4908. Avant-propos d'Éric Dussert. Illustrations d'Amandine Urruty., Talence, L'Arbre Vengeur, coll. « L'Alambic (12) », 2008, 107 p. (ISBN 978-2-916141-35-0)
- Robert Cedric Sherriff (trad. de l'anglais), Le Manuscrit Hopkins, traduit de l'anglais par Virginia Vernon et Daniel Apert. Préface de Michael Moorcock, Talence, L'Arbre Vengeur, coll. « L'Alambic (13) », 2009, 412 p. (ISBN 978-2-916141-49-7)
- Jean Duperray, Harengs frits au sang. Préface d'Éric Dussert. Illustrations de Vincent Vanoli, Talence, L'Arbre Vengeur, coll. « L'Alambic (14) », 2010, 310 p. (ISBN 978-2-916141-60-2)
- Louis-Timagène Houat, Les Marrons. Préface d'Éric Dussert, Talence, L'Arbre Vengeur, coll. « L'Alambic (15) », 2011, 136 p. (ISBN 978-2-916141-70-1)
- Gaston Chérau, Le monstre, et autres nouvelles. Préface d'Éric Dussert, Talence, L'Arbre Vengeur, coll. « L'Alambic (16) », 2011, 205 p. (ISBN 978-2-916141-78-7)
- André de Richaud, Échec à la concierge, et autres textes. Préface d'Éric Dussert. Illustration par Frédéric Bézian, Talence, L'Arbre Vengeur, coll. « L'Alambic (17) », 2012, 188 p. (ISBN 978-2-916141-84-8)
- Marc Stéphane, Ceux du trimard. Préface d'Éric Dussert. Illustrations d'Alain Verdier, Talence, L'Arbre Vengeur, coll. « L'Alambic (18) », 2012, 255 p. (ISBN 978-2-916141-91-6)
- René Dalize, Le Club des neurasthéniques, roman inédit de 1912. Préface d'Éric Dussert., Talence, L'Arbre Vengeur, coll. « L'Alambic (19) », 2013, 336 p. (ISBN 979-10-91504-00-3)
- Léon Bonneff, Aubervilliers. Illustrations de Nicolas André. Présentation et bibliographie du Préfet maritime, Talence, L'Arbre vengeur, coll. « L'Alambic (5) », 205, 336 p.  (ISBN 979-10-91504-29-4)
- Robert Cedric Sherriff, Le Manuscrit Hopkins, nouvelle édition.Traduit de l'anglais par Virginia Vernon et Daniel Apert. Préface de Michael Moorcock. Illustrations de Jean-Michel Perrin, Talence, L'Arbre vengeur, coll. « L'Alambic (13) », 2015; 416 p.  (ISBN 979-10-91504-31-7)
- Théo Varlet Le Roc d'or, Préface d'Eric Dussert, Talance, L'Arbre vengeur, « L'Alambic (20) », 2014, 298p.  (ISBN 979-10-91504-15-7)
- Rayas Richa, Les Jeunes Constellations. Illustrations de Donatien Mary, Talence, L'Arbre vengeur, « L'Alambic (21) », 2016, 224 p.  (ISBN 979-10-91504-38-6)
- Francis de Miomandre, Mon caméléon. Illustrations d'Alban Caumont, Talence, L'Arbre vengeur, « L'Alambic (3) », 2017; 256 p.  (ISBN 979-10-91504-56-0)
- Jean-Pierre Martinet, La Grande Vie. Préface de Denis Lavant. Illustration de Nicolas Etienne. Postface du Préfet maritime, Talence, L'Arbre vengeur, 2017,« L'Alambic (22) » 80 p.  (ISBN 979-10-91504-59-1)
- François Caradec, Monsieur Tristecon, chef d'entreprise. Suivi d'un entretien avec l'auteur et d'une postface du Préfet maritime. Illustrations de Nicolas Etienne, Talence, L'Arbre vengeur, « L'Alambic (23) », 2018, 72 p.  (ISBN 979-10-91504-91-1)
- Albert-Jean, Derrière l'abattoir. Illustration de Sem, Talence, L'Arbre vengeur, « L'Alambic (24) », 2018, 176 p.  (ISBN 979-10-91504-79-9)
- Gilbert Lascault, Petite tétralogie du fallacieux. Illustrations de François Ayroles., Talence, L'Arbre vengeur, « L'Alambic (25) », 2018, 362 p.  (ISBN 978-2-37941-019-2)
- Loys Masson, Les Tortues. Talence, L'Arbre vengeur, « L'Alambic (26) », 2021, 301 p.  (ISBN 978-2-37941-020-8)

- Elisabeth Gaspar, Les Grilles du Parc. Talence, L'Arbre vengeur, « L'Alambic (27) », 2022, 129 p.  (ISBN 978-2-37941-141-0)
- Régis Messac, Quinzinzinzili. Nouvelle édition. Talence, L'Arbre vengeur, « L'Alambic (8) », 2021, 179 p.  (ISBN 978-2-37941-193-9)
- Mouvements littéraires
  - XXIe siècle
  - Histoire littéraire
  - Rééditions